# Eva Kotrbatá
Eva Kotrbatá roz. Hlaváčová (* 23. listopadu 1959, Praha) je československá hráčka basketbalu, vysoká 180 cm. Je zařazena na čestné listině mistrů sportu. Působí jako prezidentka klubu BLC Sparta Praha.

## Sportovní kariéra
V basketbalovém reprezentačním družstvu Československa v letech 1978 až 1984 hrála celkem 136 utkání a má podíl na dosažených sportovních výsledcích. Zúčastnila se kvalifikace na Olympijské hry 1984 (Havana, Kuba) a dvou Mistrovství Evropy 1981, 1983, na nichž získala jednu bronzovou medaili za třetí místo v roce 1981. S družstvem Československa na Mistrovství Evropy kadetek v roce 1976 (Štětin, Polsko) skončila na 4. místě a na Mistrovství Evropy juniorek do 18 let v roce 1977 (Chaskovo, Bulharsko) získala bronzovou medaili za třetí místo.
V československé basketbalové lize žen hrála celkem 9 sezón (1976-1985) za družstvo Sparta Praha, s nímž získala v ligové soutěži pět titulů mistra Československa (1976-1981), tři druhá místa (1981-1984) a třetí místo v roce 1985. Je na 196. místě v dlouhodobé tabulce střelkyň československé ligy žen za období 1963-1993 s počtem 794 bodů. S klubem se zúčastnila 6 ročníků Poháru mistrů evropských zemí v basketbalu žen (PMEZ) s nímž se stala finalistou poháru a skončila na druhém místě po prohře ve finále s klubem GS San Giovanni, Itálie (1978). Dále prohrála v semifinále Poháru mistrů proti CUC Clermont Ferrrand (1977) a čtyřikrát hrála ve čtvrtfinálové skupině (na 3. místě). V Poháru vítězů pohárů - Ronchetti Cup dvakrát hrála ve čtvrtfinálové skupině (na 2. místě).  

## Sportovní statistiky

### Kluby
- 1976-1985 Sparta Praha, celkem 9 sezón a 9 medailových umístění: 5x mistryně Československa (1976-1981), 3x vicemistryně Československa (1981-1984), 3. místo (1985)

### Evropské poháry
S klubem Sparta Praha - je uveden (počet zápasů, vítězství - porážky) a výsledek v soutěži
- Pohár mistrů evropských zemí v basketbalu žen (PMEZ)
  - 1978 (11 7-4), výhra v semifinále nad Minior Pernik, Bulharsko, prohra ve finále s GS San Giovanni, Itálie, 2. místo
  - 1977 (8 5-3), v semifinále vyřazena od CUC Clermont Ferrand, Francie
  - 1979 (6 2-4), 1980 (8 5-3), 1981 (10 (7-3), 1982 (8 3-1-4), ve čtvrtfinálové skupině na 3. místě
  - Celkem 6 ročníků poháru, účast ve finále a 2. místo (1978), účast v semifinále (1977), 4x ve čtvrtfinálové skupině
- Pohár vítězů pohárů - Ronchetti Cup
  - dvakrát (1983, 1984) hrála ve čtvrtfinálové skupině (na 2. místě)

### Československo
- Kvalifikace na Olympijské hry 1984 Havana, Kuba (17 bodů /5 zápasů)
- Mistrovství Evropy: 1981 Ancona, Itálie (42 /7) 3. místo, 1983 Budapešť, Maďarsko (68 /7) 6. místo, celkem na ME 110 bodů a 14 zápasů
- 1978-1983 celkem 136 mezistátních zápasů, v kvalifikaci na OH a ME celkem 127 bodů v 19 zápasech, na ME 1x třetí místo
- Mistrovství Evropy kadetek 1976 Štětin, Polsko (74 /7) 4. místo
- Mistrovství Evropy juniorek do 18 let 1977 Chaskovo, Bulharsko (30 /7) 3. místo
- Získala titul mistryně sportu